# Список монархов Франции

Генеалогические древа монархов Франции и их родственные связи от Хильдерика I до современности, включая претендентов

Ниже представлен список монархов Франции, начиная с королей франков и заканчивая современными представителями различных династий, заявляющих свои претензии на престол Франции.

## Ранние вожди франков
| Вожди франков                                                                                                |
| - Геннобавд (III век) - Аскарик и Мерогей (конец III — начало IV века) - Маллобавд (вторая половина IV века) |

## Династия Меровингов
| Вожди франков |
| - Маркомир, Геннобавд и Суннон (конец IV века — ок. 420 года) Некоторые историки считают этих вождей (королей) мифическими и (полу)легендарными. - Фарамонд (около 420—426) - Теодомер (ок 426) - Хлодион (около 426—448) |

| Вожди (короли) салических франков в Турне | Вожди (малые короли) (рипуарских ?) франков в Кёльне                                        | Вожди (малые короли) салических франков в Камбре ? | Вожди (малые короли) салических франков в Тонгерене ? | Вожди (малые короли) франков в Ле-Мане ? |
| - Меровей (448—457) - Эгидий (457—464) - Хильдерик I (457—481), первый король, чьё существование не вызывает сомнений. - Хлодвиг I (481—511) | - ?Хлодебальд? - ?Сигемер? (уп. в 469) - Сигиберт Хромой (ок. 483—507) - Хлодерих (507—508) | - Рагнахар (ок. 460—489 или 509)                   | - Харарих (ок. 460—491 или 509)                       | - ?Рихар? (?—509) - ?Ригномер? (?—509)   |

После смерти Хлодвига королевство было разделено на четыре части между его сыновьями — Хлотарем, Хильдебертом, Хлодомером и Теодорихом. Позднее, Хлотарь отдал Аквитанию (бывшие владения Теодебальда) своему сыну Храмну.
| Короли Суассона       | Короли Парижа            | Короли Орлеана                                | Короли Реймса                                                         | Короли Аквитании  |
| - Хлотарь I (511—561) | - Хильдеберт I (511—558) | - Хлодомир (511—524) - Хильдеберт I (524—558) | - Теодорих I (511—534) - Теодеберт I (534—548) - Теодебальд (548—555) | - Храмн (555—560) |
|                       |                          |                                               |                                                                       |                   |

Во время правления Хлотарь I захватил земли своих братьев. После его смерти королевство было снова поделено на четыре части между его сыновьями.
| Короли Суассона (Нейстрии)                     | Короли Парижа                                                         | Короли Орлеана (Бургундии)                                                                 | Короли Меца (Австразии)                                                                                               |
| - Хильперик I (561—584) - Хлотарь II (584—613) | - Хариберт I (561—567) - Хильперик I (567—584) - Хлотарь II (584—613) | - Гунтрамн (561—592) - Хильдеберт II (592—596) - Теодорих II (596—613) - Сигиберт II (613) | - Сигиберт I (561—575) - Хильдеберт II (575—596) - Теодеберт II (596—612) - Теодорих II (612—613) - Сигиберт II (613) |
|                                                |                                                                       |                                                                                            | |
|                                                |                                                                       |                                                                                            | |

В 613 г. Хлотарь II захватил Бургундию и Австразию, вновь объединив королевство. Ещё при жизни отдал Австразию в удел своему сыну Дагоберту. После смерти Хлотаря и Дагоберта земли франков вновь оказались поделены между их потомками.
| Короли Нейстрии и Бургундии                   | Короли Аквитании                                                                        | Короли Австразии                                                       |
| - Хлотарь II (613—629) - Дагоберт I (629—639) | - Хлотарь II (613—629) - Хариберт II (629—632) - Хильперик (632) - Дагоберт I (632—639) | - Хлотарь II (613—623) - Дагоберт I (623—634) - Сигиберт III (634—656) |

| Короли Нейстрии и Бургундии | Короли Австразии |
| - Хлодвиг II (639—657) - Хлотарь III (657—673) - Теодорих III (673) - Хильдерик II (673—675) - Теодорих III (675—691), вторично | - Сигиберт III (634—656) - Хильдеберт Приёмный (656—661) - Хлотарь III (661—662) - Хильдерик II (662—675) - Хлодвиг III (675—676) - Дагоберт II (676—679) - Теодорих III (679/687—690/691), в третье |

| Короли франков                                                             |  |  |  |
| - Хлодвиг IV (691—695) - Хильдеберт III (695—711) - Дагоберт III (711—715) |  |  |  |
|                                                                            |  |  |  |

| Король Нейстрии и Бургундии | Короли Австразии                                                                   |
| - Хильперик II (715—721)    | - Хильперик II (715—717) - Хлотарь IV (717—719) - Хильперик II (720—721), вторично |

| Короли франков                                                                           |
| - Теодорих IV (721—737) В период с 737 по 743 королей не было. - Хильдерик III (743—751) |

## Династия Каролингов
| Майордомы | | |
| Со времен Хлодвига II важную роль начинают играть майордомы — управители дворца. Эта должность была наследственной. Майордомы из рода Пипинидов являлись фактическими правителями государства при бездействующих королях. - Пипин I Ланденский или Пипин Старый, майордом Австразии в 623—629 и 639—640 - Ансегизель, майордом Австразии (629—639) - Гримоальд Старший, майордом Австразии (643—657) - Пипин II Геристальский или Пипин Средний, майордом Австразии (679—714) - Карл Мартелл, майордом франков (717—741) - Карломан, майордом Австразии (741—747) - Пипин III Короткий или Пипин Младший, майордом Нейстрии (741—751) и Австразии (с 747) В 751 г. Пипин Короткий сверг Хильдерика III, последнего короля династии Меровингов, и был провозглашен королём, став таким образом основателем новой королевской династии Каролингов. | | |
| Короли франков | | |
| - Пипин III Короткий (751—768) - Карл Великий (768—814), король Нейстрии, Аквитании и северной Австразии, с 771 король объединённого королевства франков, император Запада с 800 года Карл Юный (800—811), соправитель Карла Великого, король Франков - Карломан I, король Бургундии, Аллемании и южной Австразии (768—771) - Людовик I Благочестивый (813—840), король Аквитании (778-814) - Лотарь I (817—855), до 840 — соправитель отца, Людовика Благочестивого - Пипин I, король Аквитании (817—838), вице-король Лангобардии - Пипин II, король Аквитании (838—864) В 843 году между внуками Карла Великого — Лотарем I, Людовиком Немецким и Карлом Лысым — был заключен Верденский договор о разделе королевства. Лотарь получил Лотарингию (включала в себя часть Италии, Бургундию, Прованс и западные земли Австразии), Людовик Немецкий — земли к востоку от Рейна (то есть Восточно-Франкское королевство, впоследствии Германия), Карл Лысый — земли к западу от Рейна (то есть Западно-Франкское королевство, впоследствии Франция). | | |
| \| Короли Западно-Франкского королевства \| Короли Лотарингии \| Короли Восточно-Франкского королевства \| \| - Карл II Лысый (843—877), император с 875 - Людовик II Заика (877—879) - Людовик III (879—882) - Карломан II (879—884), соправитель Людовика III - Карл III Толстый (884—888), король Восточно-Франкского королевства (876—887), император с 881 - Эд I (888—898), из династии Робертинов, граф Парижский Гвидо Сполетский (888—888), титулярный король Западно-Франкского королевства (февраль 888—октябрь 888), император с 891, из династии Гвидонидов; отрекся. - Карл III Простоватый (898—922) - Роберт I (922—923), из династии Робертинов - Рауль I (923—936), из династии Бозонидов - Людовик IV (936—954) - Лотарь (954—986) Карл Нижнелотарингский (978—978), коронован в Лане епископом Меца; наследник Каролингов - Людовик V Ленивый (986—987) После смерти Людовика V престол перешел к новой династии — Капетингам. \| - Лотарь I (817—855), император с 840 - Лотарь II (855—869) - Карл II Лысый (869—877) - Людовик III Молодой (880—882) - Карл III Толстый (882—887) - Арнульф (887—895) - Цвентибольд (895—900) - Людовик IV Дитя (900—911) - Карл III Простоватый (911—922) После смерти Лотаря I королевство было поделено между его сыновьями. - Людовик ІI унаследовал императорский титул отца и получил земли в Италии. См. далее Короли Италии - Карл получил земли в Бургундии. См. далее Короли Бургундии - Лотарь II получил франкские земли королевства отца, названные Лотарингией. После смерти Лотаря II Карл Лысый захотел присоединить Лотарингию к Западно-Франкскому королевству и даже был коронован в Меце, но его брат Людовик Немецкий оспорил это решение. В 870 году был заключен Мерсенский договор, который разделил Лотарингию между двумя братьями. По Рибмонскому договору от 880 года Лотарингия целиком отошла Людовику Молодому, сыну Людовика Немецкого. \| - Людовик II Немецкий (843—876) - Людовик III Молодой (876—882), король Тюрингии, Саксонии и Баварии (с 880) - Карломан (876—880), король Баварии - Карл III Толстый (876—887), король Аллемании и Реции, король Западно-Франкского королевства с 884, император с 881 - Арнульф (887—899), император с 896 - Людовик IV Дитя (899—911) Далее корону унаследовал Конрад I, родственник Каролингов по матери. Его преемником стал Генрих I Птицелов, основатель Саксонской династии. См. далее Правители Германии \| | | |
| Короли Западно-Франкского королевства | Короли Лотарингии | Короли Восточно-Франкского королевства |
| - Карл II Лысый (843—877), император с 875 - Людовик II Заика (877—879) - Людовик III (879—882) - Карломан II (879—884), соправитель Людовика III - Карл III Толстый (884—888), король Восточно-Франкского королевства (876—887), император с 881 - Эд I (888—898), из династии Робертинов, граф Парижский Гвидо Сполетский (888—888), титулярный король Западно-Франкского королевства (февраль 888—октябрь 888), император с 891, из династии Гвидонидов; отрекся. - Карл III Простоватый (898—922) - Роберт I (922—923), из династии Робертинов - Рауль I (923—936), из династии Бозонидов - Людовик IV (936—954) - Лотарь (954—986) Карл Нижнелотарингский (978—978), коронован в Лане епископом Меца; наследник Каролингов - Людовик V Ленивый (986—987) После смерти Людовика V престол перешел к новой династии — Капетингам. | - Лотарь I (817—855), император с 840 - Лотарь II (855—869) - Карл II Лысый (869—877) - Людовик III Молодой (880—882) - Карл III Толстый (882—887) - Арнульф (887—895) - Цвентибольд (895—900) - Людовик IV Дитя (900—911) - Карл III Простоватый (911—922) После смерти Лотаря I королевство было поделено между его сыновьями. - Людовик ІI унаследовал императорский титул отца и получил земли в Италии. См. далее Короли Италии - Карл получил земли в Бургундии. См. далее Короли Бургундии - Лотарь II получил франкские земли королевства отца, названные Лотарингией. После смерти Лотаря II Карл Лысый захотел присоединить Лотарингию к Западно-Франкскому королевству и даже был коронован в Меце, но его брат Людовик Немецкий оспорил это решение. В 870 году был заключен Мерсенский договор, который разделил Лотарингию между двумя братьями. По Рибмонскому договору от 880 года Лотарингия целиком отошла Людовику Молодому, сыну Людовика Немецкого. | - Людовик II Немецкий (843—876) - Людовик III Молодой (876—882), король Тюрингии, Саксонии и Баварии (с 880) - Карломан (876—880), король Баварии - Карл III Толстый (876—887), король Аллемании и Реции, король Западно-Франкского королевства с 884, император с 881 - Арнульф (887—899), император с 896 - Людовик IV Дитя (899—911) Далее корону унаследовал Конрад I, родственник Каролингов по матери. Его преемником стал Генрих I Птицелов, основатель Саксонской династии. См. далее Правители Германии |

## Династия Капетингов
| Портрет                      | Герб                                             | Имя                            | Начало правления  | Конец правления        | Связь с предшественниками                                 |
| ---------------------------- | ------------------------------------------------ | ------------------------------ | ----------------- | ---------------------- | --------------------------------------------------------- |
|                              |                                                  | Гуго Капет ок.940 — 996        | 1(3) июля 987     | 24 октября 996         | Сын графа Гуго Парижского, внук Роберта I, короля франков |
|                              | Роберт II Благочестивый 972 — 1031               | 25 декабря 996 года            | 20 июля 1031 года | Сын Гуго Капета        |                                                           |
| Hugues de France (1007-1025) | Соправитель отца Гуго (II) Магнус 1007 — 1025    | 9 июня 1017                    | 17 сентября 1025  | Сын Роберта II         |                                                           |
|                              | Генрих I 1008 — 1060                             | 14 мая 1027                    | 4 августа 1060    | Сын Роберта II         |                                                           |
|                              | Филипп I 1052 — 1108                             | 23 мая 1059                    | 29 июля 1108      | Сын Генриха I          |                                                           |
|                              | Людовик VI Толстый 1081 — 1137                   | 29 июля 1108                   | 1 августа 1137    | Сын Филиппа I          |                                                           |
|                              | Соправитель отца Филипп (II) Молодой 1116 — 1131 | 14 апреля 1129                 | 13 октября 1131   | Сын Людовика VI        |                                                           |
|                              | Людовик VII Молодой 1120 — 1180                  | 25 октября 1131                | 18 сентября 1180  | Сын Людовика VI        |                                                           |
|                              | Филипп II Август 1165 — 1223                     | 1 ноября 1179                  | 14 июля 1223      | Сын Людовика VII       |                                                           |
|                              | Людовик VIII Лев 1187 — 1226                     | 14 июля 1223                   | 8 ноября 1226     | Сын Филиппа II Августа |                                                           |
|                              | Людовик IX Святой 1214 — 1270                    | 8 ноября 1226                  | 25 августа 1270   | Сын Людовика VIII      |                                                           |
|                              | Филипп III Смелый 1245 — 1285                    | 25 августа 1270                | 5 октября 1285    | Сын Людовика IX        |                                                           |
|                              |                                                  | Филипп IV Красивый 1268 — 1314 | 5 октября 1285    | 29 ноября 1314         | Сын Филиппа III                                           |
|                              | Людовик X Сварливый 1289 — 1316                  | 29 ноября 1314                 | 5 июня 1316       | Сын Филиппа IV         |                                                           |
|                              | Иоанн I Посмертный 1316                          | 15 ноября 1316                 | 20 ноября 1316    | Сын Людовика X         |                                                           |
|                              | Филипп V Длинный 1291 — 1322                     | 20 ноября 1316                 | 3 января 1322     | Сын Филиппа IV         |                                                           |
|                              | Карл IV Красивый 1294 — 1328                     | 3 января 1322                  | 1 февраля 1328    | Сын Филиппа IV         |                                                           |

Карл IV не оставил наследников мужского пола, поэтому престол унаследовал его двоюродный брат Филипп, граф Валуа, основав таким образом новую королевскую династию. Его права оспаривались внуком Филиппа IV по женской линии, королём Англии Эдуардом III, что привело к началу Столетней войны.

## ДинастияВалуа(ветвь Дома Капетингов)
Короли Франции:
| Имя                      | Портрет | Годы правления, прим.                                              |
| ------------------------ | ------- | ------------------------------------------------------------------ |
| Филипп VI Удачливый      |         | 1328—1350                                                          |
| Иоанн II Добрый          |         | 1350—1364, в английском плену в 1356—1360 и в 1364                 |
| Карл V Мудрый            |         | 1364—1380, фактический правитель в 1356—1360 и с 1364              |
| Карл VI Безумный         |         | 1380—1422, в 1420 году наследником объявлен король Англии Генрих V |
| Карл VII Победоносный    |         | 1422—1461, противник — Генрих VI Английский                        |
| Людовик XI Благоразумный |         | 1461—1483                                                          |
| Карл VIII Любезный       |         | 1483—1498                                                          |
| Людовик XII Отец народа  |         | 1498—1515                                                          |
| Франциск I Король-рыцарь |         | 1515—1547                                                          |
| Генрих II                |         | 1547—1559                                                          |
| Франциск II              |         | 1559—1560                                                          |
| Карл IX                  |         | 1560—1574                                                          |
| Генрих III               |         | 1574—1589, король Польши и Великий князь Литовский 1573—1574       |

Династию Валуа подразделяют на три линии: старшую линию — пресеклась со смертью Карла VIII, Орлеанскую линию — пресеклась со смертью Людовика XII (который был единственным её представителем на престоле) и Ангулемскую линию. Со смертью Генриха III, представителя Ангулемской линии, пресеклась вся династия Валуа. Перед смертью последний объявил своим наследником отдалённого своего родича, Генриха де Бурбона, представителя младшей ветви Капетингского дома, происходившего от шестого сына Людовика IX Святого.

## ДинастияБурбонов(младшая ветвь Дома Капетингов)
| Имя                                  | Портрет | Годы правления | Примечания |
| ------------------------------------ | ------- | -------------- | --- |
| Генрих IV Великий, король Наваррский |         | 1589−1610      | власть оспаривалась дядей Карлом (X) Бурбонским и Гизами до 1594 г.                                            |
| Людовик XIII Справедливый            |         | 1610—1643      | |
| Людовик XIV Король Солнце            |         | 1643—1715      | |
| Людовик XV Возлюбленный              |         | 1715—1774      | |
| Людовик XVI                          |         | 1774—1792      | Титуловался «король французов» в 1791—1792. Свергнут в ходе Великой Французской революции, казнён в 1793 году. |
| Людовик XVII                         |         | 1793—1795      | Фактически не царствовал, был признан королём французскими монархистами, США и большинством государств Европы. |

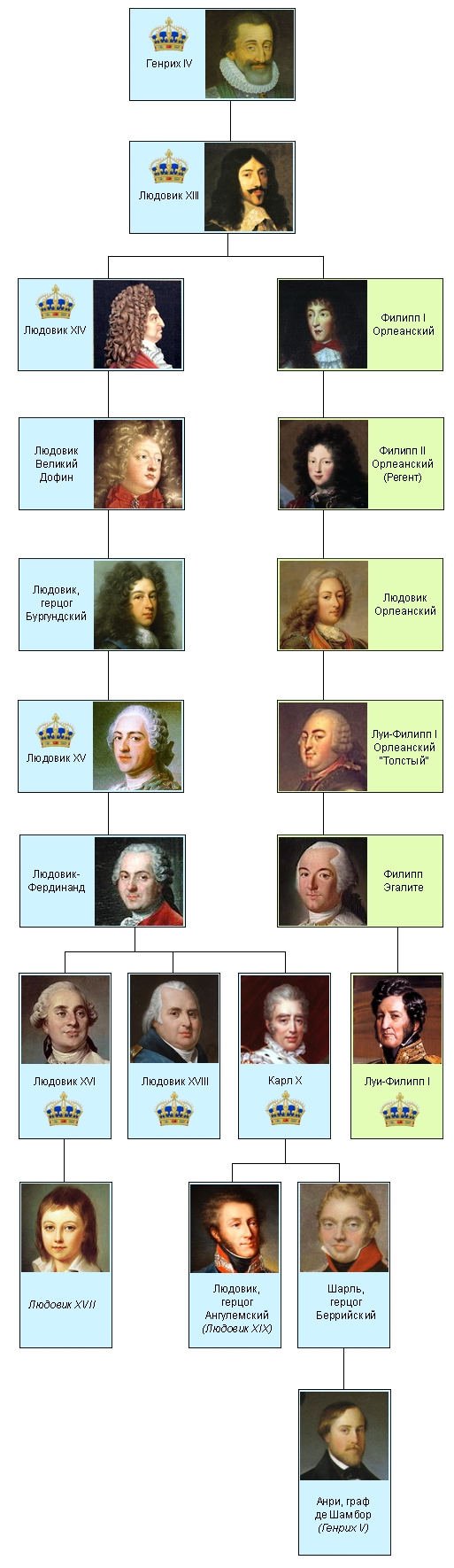

Династия Бурбонов продолжается и поныне, в лице Орлеанского дома, представители которого претендуют на трон Франции, и ныне правящего Испанского королевского дома, который происходит от внука Людовика XIV, Филиппа V, короля Испании.

## Бонапарты(Первая империя)
| Имя                  | Портрет | Годы правления, примечание  |
| -------------------- | ------- | --------------------------- |
| Наполеон I Бонапарт  |         | 1804—1814 и 1815 — Сто дней |
| Наполеон II Бонапарт |         | с 22 июня по 7 июля 1815    |

## Реставрация династииБурбонов
| Имя           | Портрет | Годы правления        | Примечания                                                                |
| ------------- | ------- | --------------------- | ------------------------------------------------------------------------- |
| Людовик XVIII |         | 1814—1815 и 1815—1824 | формально 1795—1824; провозгласил себя королём после смерти Людовика XVII |
| Карл X        |         | 1824—1830             | Отрекся от престола в ходе революции 1830 года                            |
| Людовик XIX   |         | 2 августа 1830        | формально — несколько минут между отречением Карла X и его собственным    |
| Генрих V      |         | 2—9 августа 1830      | формально                                                                 |

## Орлеанский дом(ветвь Дома Бурбонов)
| Имя          | Портрет | Годы правления | Примечания |
| ------------ | ------- | -------------- | --- |
| Луи-Филипп I |         | 1830—1848      | Шестиюродный брат Людовика XVI, Людовика XVIII и Карла X. Провозгласил себя королём во время Июльской революции, отстранив от престола Генриха V и объявив его незаконнорожденным. Свергнут в ходе Февральской революции 1848 года. |

## Реставрация династииБонапартов(Вторая империя)
Император французов:
| Имя              | Портрет | Годы правления | Примечания |
| ---------------- | ------- | -------------- | --- |
| Луи-Наполеон III |         | 1852—1870      | Президент Франции в 1848—1852, провозгласил себя императором. Племянник Наполеона I, двоюродный брат Наполеона II. Сын Людовика Бонапарта. Попал в плен в ходе Франко-прусской войны, низложен. Умер в 1873 году. |

## Титулярные императоры Французов
| Имя            | Портрет | Годы правления | Примечания                                                                 |
| -------------- | ------- | -------------- | -------------------------------------------------------------------------- |
| Наполеон IV    |         | 1873—1879      | Сын Наполеона III. Погиб на Англо-зулусской войне                          |
| Наполеон Жозеф |         | 1879—1891      | Племянник Наполеона I, двоюродный дядя Наполеона IV. Сын Жерома Бонапарта. |
| Наполеон V     |         | 1891—1926      | Сын Наполеона Жозефа                                                       |
| Наполеон VI    |         | 1926—1997      | Сын Наполеона V                                                            |
| Наполеон VII   |         | C 1997         | Внук Наполеона VI, сын Шарля Наполеона                                     |

## Претенденты на Французский королевский престол

### Легитимистские претенденты. Главы дома Капетингов
- 1830—1836 : Карл X (1757—1836), король в 1824—1830, отрёкся
- 1836—1844 : Людовик XIX (1775—1844), сын предыдущего, формально король в течение нескольких минут 2 августа 1830, отрёкся
- 1844—1883 : Генрих V (1820—1883), племянник предыдущего, формально король с 2 по 9 августа 1830, отстранён Луи-Филиппом I, последний представитель старшей линии французских Бурбонов

После смерти бездетного Генриха V легитимисты, не признавшие права Орлеанской ветви Бурбонов, считали, что право на французский престол перешло к испанской ветви. Отказ внука Людовика XIV испанского короля Филиппа V согласно Утрехтскому мирному договору от прав на престол Франции легитимисты считали недействительным.
- 1883—1887 : Иоанн III (1822—1887), сын дона Карлоса Старшего, внук короля Испании Карла IV, праправнук Филиппа V
- 1887—1909 : Карл XI Младший (1848—1909), сын предыдущего
- 1909—1931 : Иаков I (1870—1931), сын предыдущего
- 1931—1936 : Карл XII (1849—1936), дядя предыдущего, сын Иоанна III
- 1936—1941 : Альфонс I (1886—1941), король Испании Альфонсо XIII в 1886—1931, троюродный племянник предыдущего, праправнук Карла IV
- 1941—1975 : Генрих VI (1908—1975), сын предыдущего. Отказался от прав на испанский престол.
- 1975—1989 : Альфонс II (1936—1989), сын предыдущего
- с 1989 : Людовик XX (род. 1974), сын предыдущего

### Орлеанистские претенденты
- 1848—1850 : Луи-Филипп I (1773—1850), король в 1830—1848, отрёкся
- 1850—1894 : Филипп VII (1838—1894), внук предыдущего. После смерти в 1883 Генриха V часть легитимистов признала Филиппа VII главой дома Капетингов
- 1894—1926 : Филипп VIII (1869—1926), сын предыдущего
- 1926—1940 : Иоанн III (1874—1940), кузен предыдущего
- 1940—1999 : Генрих VI (1908—1999), сын предыдущего
- 1999—2019 : Генрих VII (1933—2019), сын предыдущего
- с 2019 : Иоанн IV (род. 1965), сын предыдущего